# 海口市第一中学

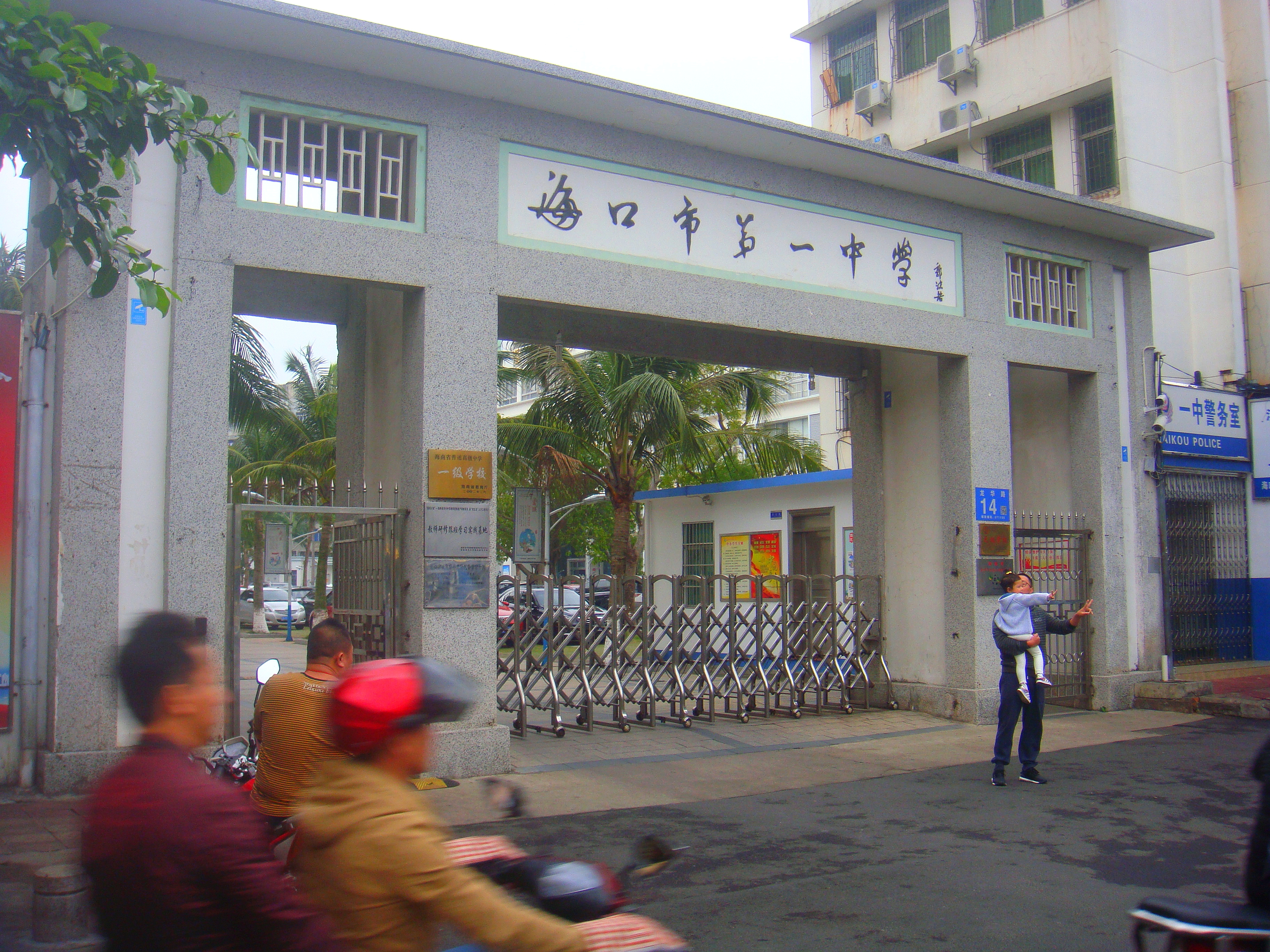

海口市第一中学简称市一中或海口一中，位于海南省海口市，是海口市教育局主管的公立全日制重点中学、海南省一级甲等学校。创办于1951年4月，是中华人民共和国成立后，海口市人民政府创办的第一所完全中学，校名为郭沫若所书。
截至2013年6月，学校总占地面积340多亩，学生7784人（其中高中部4959人，初中部2825人），建筑面积94746.57平方米，初中部占地面积70亩，有教职工540余人。

## 校史
海口市第一中学前身为1947年创建的私立海南大学附属中学；
1950年秋，符思之筹办海口市第一中学，将接管的私立海大附中并入；
1951年1月15日，海南军政委员会批准设立海口市第一中学； 
1979年被确定为广东省名校，
1991年被中华人民共和国国家教育委员会评为“中国名校”之一，办学经验载入《中国名校——中学卷》，
2002年被海南省教育厅评为“海南省首批普通高中一级学校”。
2006年高中部全面搬迁到秀英白水塘路，（占地256亩）原址复办初中部。